# 29824 Kalmančok
29824 Kalmančok è un asteroide della fascia principale. Scoperto nel 1999, presenta un'orbita caratterizzata da un semiasse maggiore pari a 3,1663620 UA e da un'eccentricità di 0,1581932, inclinata di 2,49436° rispetto all'eclittica.
L'asteroide è dedicato all'astronomo slovacco Dušan Kalmančok.